# San Grato (Lodi)
San Grato è un centro abitato della Lombardia, frazione del comune di Lodi.

## Storia
Il centro abitato si sviluppò intorno a una piccola chiesa, oggi dedicata alla Natività della Vergine, posta presso il bivio dove la strada per Paullo (anticamente detta Monzasca) confluisce nella strada da Milano a Lodi.
San Grato era compresa nel suburbio di Lodi, precisamente nei Chiosi di Porta Regale, e spiritualmente apparteneva alla parrocchia di San Gualtero. Dalla fine del XVIII secolo fu collegata a Lodi da una via più larga e più diretta (in seguito denominata viale Milano), che entrava in città attraverso la porta Nuova.
Nel 1877 San Grato, come tutto il suburbio, venne aggregata alla città di Lodi, divenendone frazione.

## Infrastrutture e trasporti
Dal 1880 al 1931 fu servita da una stazione della tranvia a vapore Milano-Lodi.